# Porzecze (powiat sławieński)
Porzecze (do 1945 niem. Preetz, wcześniej także Porez lub Poretz) – wieś w Polsce położona w województwie zachodniopomorskim, w powiecie sławieńskim, w gminie Darłowo, wzdłuż drogi prowadzącej z Darłowa do Jeżyczek, Gorzycy, Malechowa. Rozciąga się nad rzeką Grabową, graniczy z wsią Rusko od strony Darłowa, z drugiej natomiast z Pęciszewkiem.
Według danych z 28 września 2009 roku wieś miała 174 stałych mieszkańców.
W latach 1975–1998 miejscowość położona była w województwie koszalińskim.
Obszar wsi jest objęty strefą ochrony uzdrowiskowej „C” Dąbki.

## Historia
Jedne z pierwszych wzmianek na temat wsi sięgają drugiej połowy XIII wieku. Wieś stała się własnością klasztoru cystersów, mieszczącego się w Bukowie Morskim, za sprawą biskupa kamieńskiego. To właśnie on podarował ją klasztorowi w 1267 roku. 8 lat później (1275) Porzecze stało się wsią opacką, dzięki potwierdzeniu jej przynależności przez Wisława II oraz Mściwoja II (Mestwin II). Granice w pobliżu wsi były przedmiotem sporu między zakonem cystersów a miastem Darłowo. W 1324 roku zatargi te załagodził Peter z Neuenburga.
Na skutek przeprowadzonych reform Porzecze przeszło pod jurysdykcję książęcą w Darłowie, podobnie jak i inne wsie opackie należące niegdyś do klasztoru cystersów. W ramach służby pańszczyźnianej chłopi zmuszeni byli dostarczać mleko do darłowskiego młyna oraz pracować na folwarku w Pęciszewku. Oprócz tego żyli również z połowu ryb w rzece Grabowej. W tamtych czasach wolnym od służby pańszczyźnianej był jedynie sołtys. Oprócz niego we wsi mieszkało wtedy i pracowało 11 chłopów, 4 zagrodników, oraz 5 chałupników. Sytuacja chłopów zaczęła się zmieniać na lepsze dopiero w XIX wieku, po przeprowadzeniu reformy uwłaszczeniowej. W XX w. uprawiano tam zboże (głównie ozime), hodowano również bydło (krowy mleczne) oraz świnie, handlowano także końmi oraz poławiano ryby. Wieś zaczęła się bogacić, co spowodowało przyrost mieszkańców.
Porzecze nie ucierpiało z powodu żadnych wojen, ani 30-letniej, czy też 7-letniej. Wieś miała jednak obowiązek pomagać wojsku w trakcie przemarszu, w czasach napoleońskich.
Liczba mieszkańców wsi w wybranych latach:
- 1818 r. – 213 mieszkańców
- 1867 r. – 281 mieszkańców
- 1934 r. – 343 mieszkańców[5]
- 2009 r. – 174 mieszkańców